# Resseliella lavandulae
Espèce
Synonymes
- Thomasiniana lavandulae Barnes, 1953[2]

Resseliella lavandulae, communément appelé Cécidomyie de la lavande et du lavandin, est une espèce d'insectes diptères nématocères de la famille des Cecidomyiidae.
Cet insecte est un ravageur des lavanderaies du Sud de la France. Les dégâts sont dus aux larves qui se développent sous l'écorce, entraînant des symptômes de dépérissement de la plante.

## Systématique
Cette espèce a été décrite en 1953 pour Horace Francis Barnes (d) sous le protonyme de Thomasiniana lavandulae.

## Description
Dans sa description originale, l'auteur indique que mâle et femelle mesurent 2 mm.

## Publication originale
- H. F. Barnes, « Description of the new gall midge found by M. R. Pussard on Lavender, together with notes on the damage caused by some other species [Dipt. Cecydomyidae] », Bulletin de la Société entomologique de France, Paris, SEF, vol. 58, no 8,‎ 1953, p. 125-128 (ISSN 0037-928X et 2540-2641, OCLC 1765811, lire en ligne).